# Études théâtrales
Les études théâtrales (ou théâtrologie) forment un champ de recherche pluridisciplinaire qui engage une réflexion autour de la pratique théâtrale. Les études théâtrales font à la fois appel à des théories internes à l'art dramatique et externes (littérature, physique, sociologie, histoire, sémiotique, etc.).

## Liste de théâtrologues célèbres

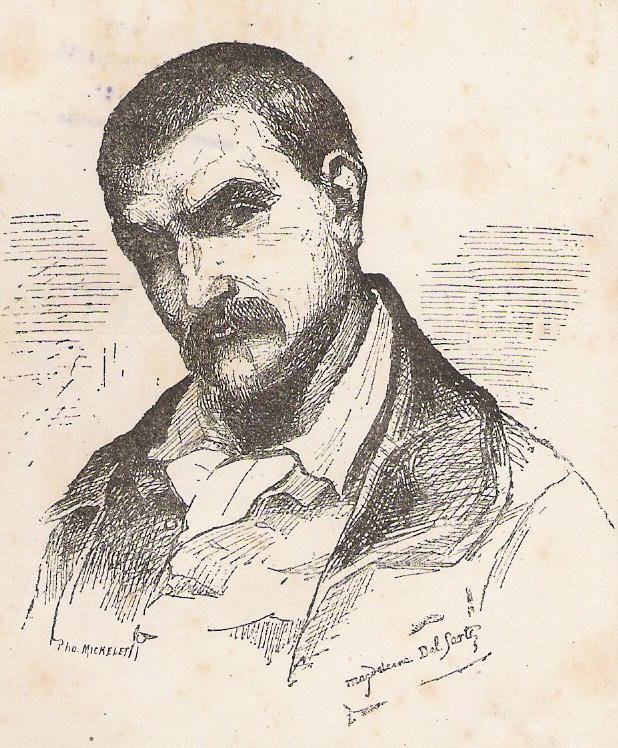
François Delsarte

Du fait du caractère interdisciplinaire de la discipline, ceux qui ont été décrits comme théâtrologues peuvent provenir d'univers disciplinaires très différents.
- Emil František Burian – écrivain, chanteur, comédien, dramaturge et metteur en scène[3]
- Jovan Ćirilov – philosophe et dramaturge
- François Delsarte – professeur de chant et de théâtre[4]
- Joseph Gregor – historien du théâtre
- John Heilpern – essayiste et critique théâtrale[5]
- Antoine Vitez – acteur, réalisateur, poète[6]
- Jacques Scherer, critique
- Jean-Pierre Sarrazac, acteur et critique
- Bernard Dort, critique
- Anne Ubersfeld, critique